# Castell de Hunyad

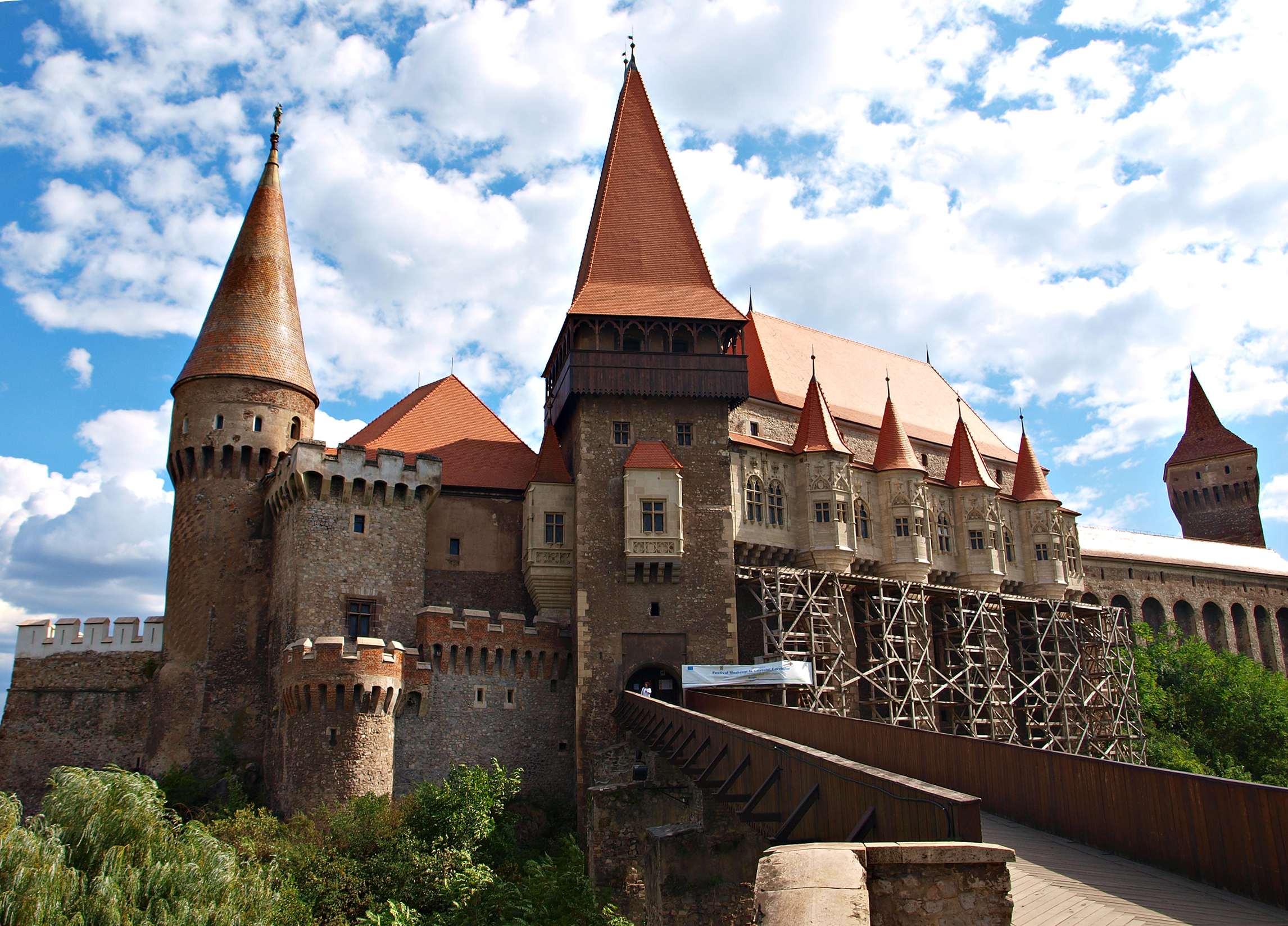
El pont sobre el rierol i la façana ponent.

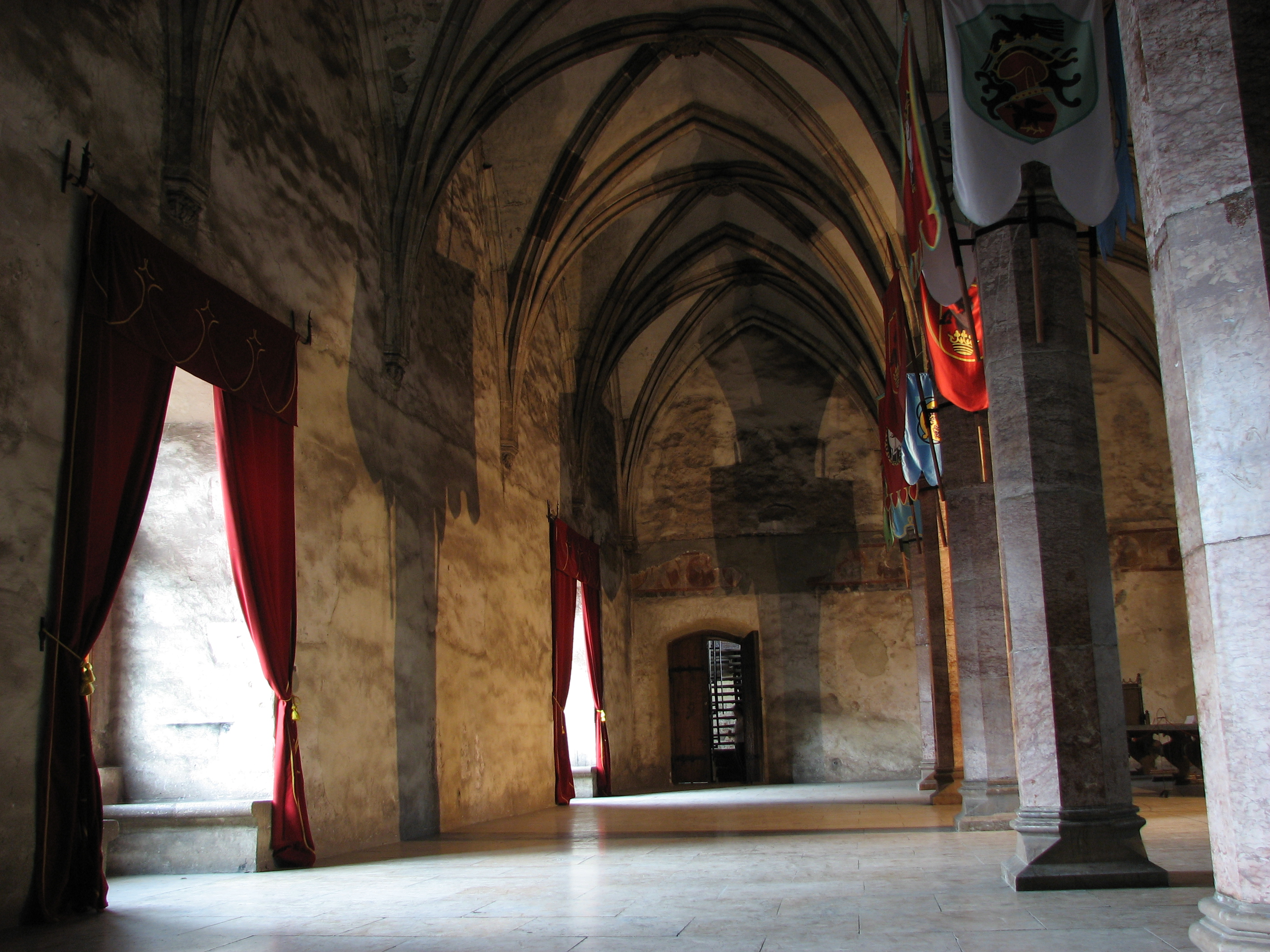
Sala cavalerilor (romanès)
Lovagterem (hongarès)
Sala dels cavallers.

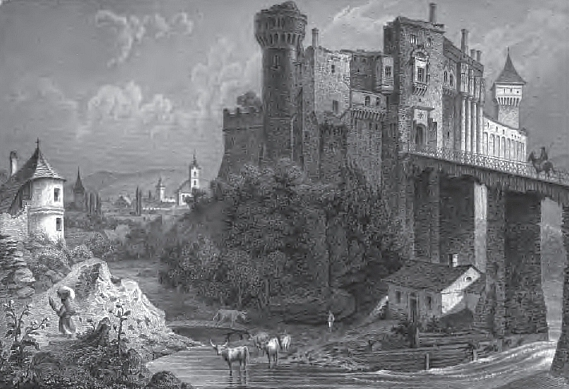
Les ruïnes del castell, en 1865.

El castell de Hunyad o castell de Corvino (en romanès: Castelul Huniazilor o Castelul Corvineştilor, en hongarès: Vajdahunyad vára) és un castell al districte de Hunedoara, de la regió de Transsilvània, en Romania.

## Història
Fins al 1541 va pertànyer al Regne d'Hongria i després al Principat de Transsilvània. Després de la Primera Guerra Mundial, Transsilvània es va unir a Romania. Va ser el comte Joan Hunyadi qui va detenir els turcs a Belgrad en 1456, en la seva invasió a Europa a través dels Balcans després de la conquesta de Constantinoble el 1453. Per decisió del Vaticà encara avui hi redoblen les campanes de les esglésies catòliques al migdia en honor d'aquesta victòria.
Es creu que és el lloc en el qual Vlad III Draculea, príncep de Valaquia, va estar pres durant set anys després d'haver estat deposat en 1462.
El castell és una relíquia de la dinastia de Hunyadi. Al segle xv, el castell va ser lliurat a Juan Hunyadi per Segismundo, rei d'Hongria i emperador del Sacre Imperi Romanogermànic. El castell va ser restaurat per ell entre 1446 i 1453. El fill de Joan Hunyadi va ser Maties Corvino, i per això en romanès se li coneix amb els dos noms: Castelul Huniazilor o bé Castelul Corvineştilor.
Està construït en estil gòtic, però en segles posteriors se li van afegir elements renaixentistes, barrocs i moderns que volen recrear el gòtic. Destaquen les seves fortes torres defensives i el seu jardí central. Va ser aixecat sobre les ruïnes d'una antiga fortificació, sobre el rierol Zlaşti (afluent del Cerna, afluent al seu torn del riu Mureş).
Compta amb set torres: la de la Porta Antiga, la de la Porta Nova, la torre de Sant Joan de Capistrano, la "Torre Deshabitada", la del Timbaler, la de la Maza i l'anomenada Turnul Neboisa (romanès) o Nebojsza- torony (hongarès), denominació que prové de një boisia (en serbi antic): "No tingueu por".
El castell és de dimensions considerables, amb alts teulades de pissarra vermella i ornaments de pedra llaurada. N'hi ha una còpia, o millor dit, una obra que s'hi inspira, a Budapest.

## Galeria

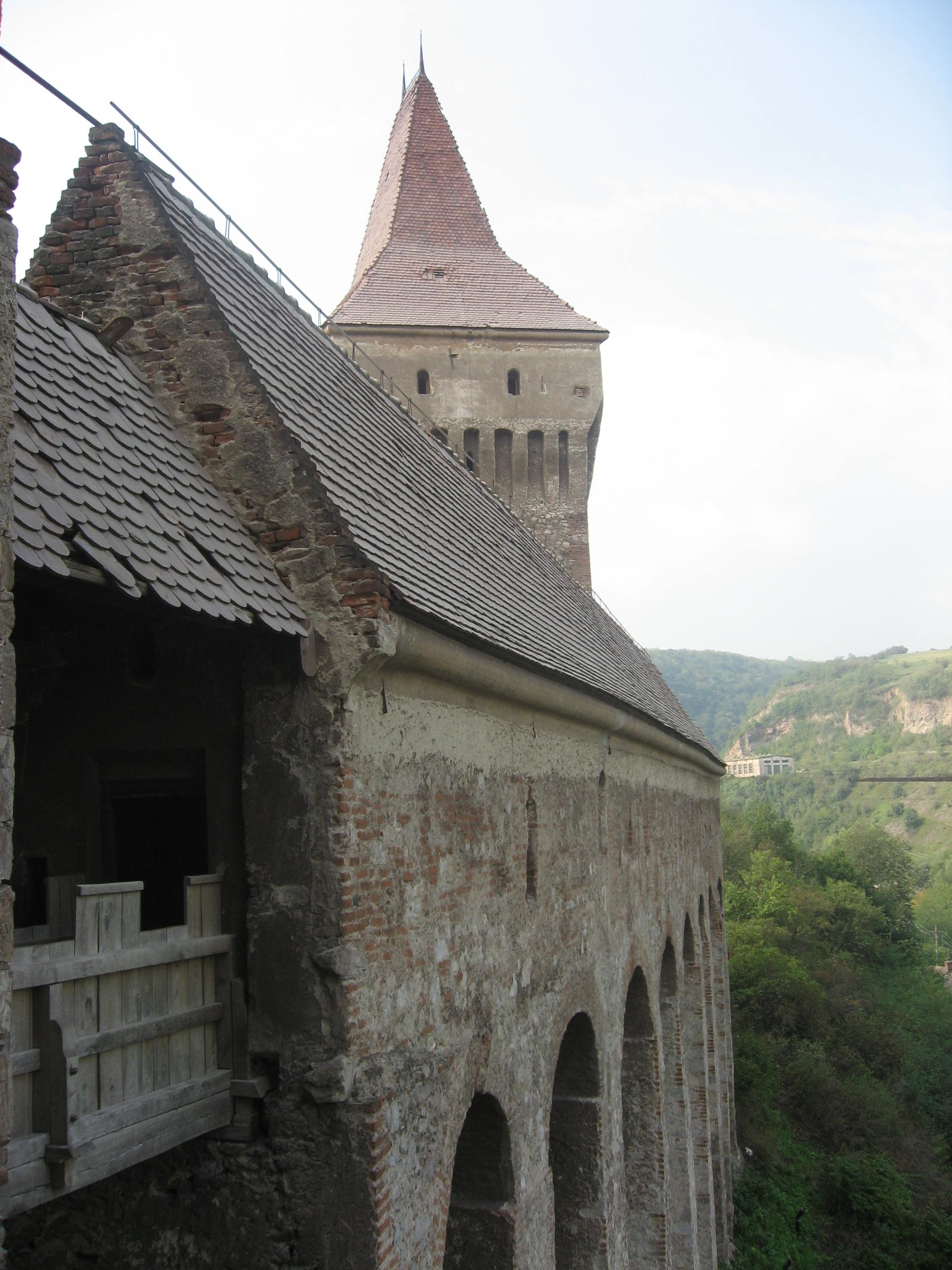
Torre Nebojsza (“No tingueu por”)
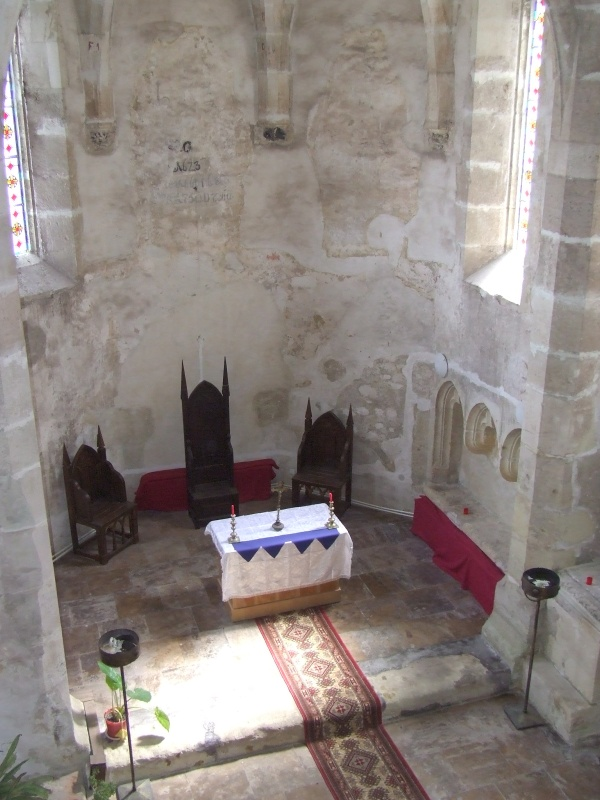
Capella
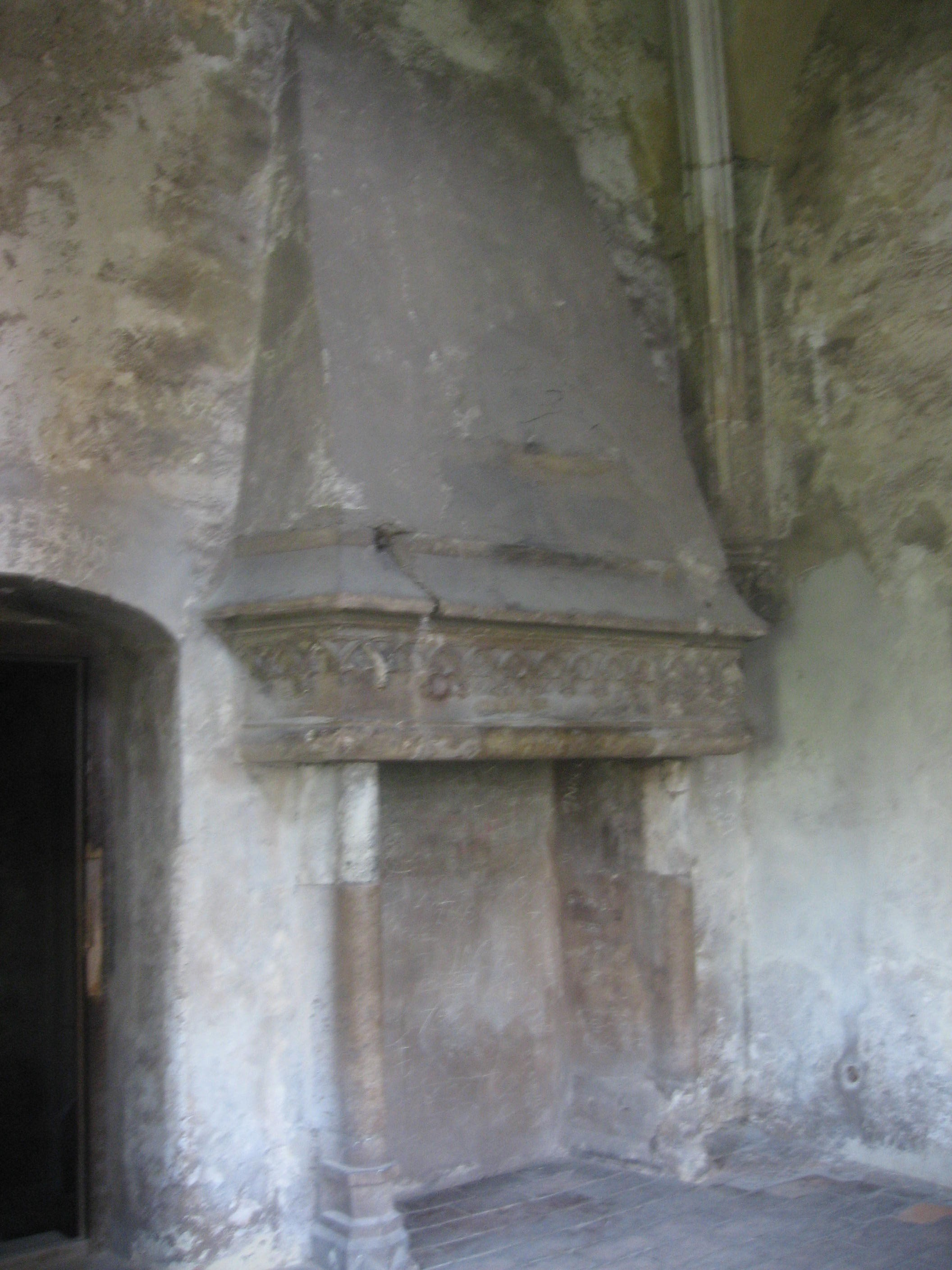
Xemeneia a la torre
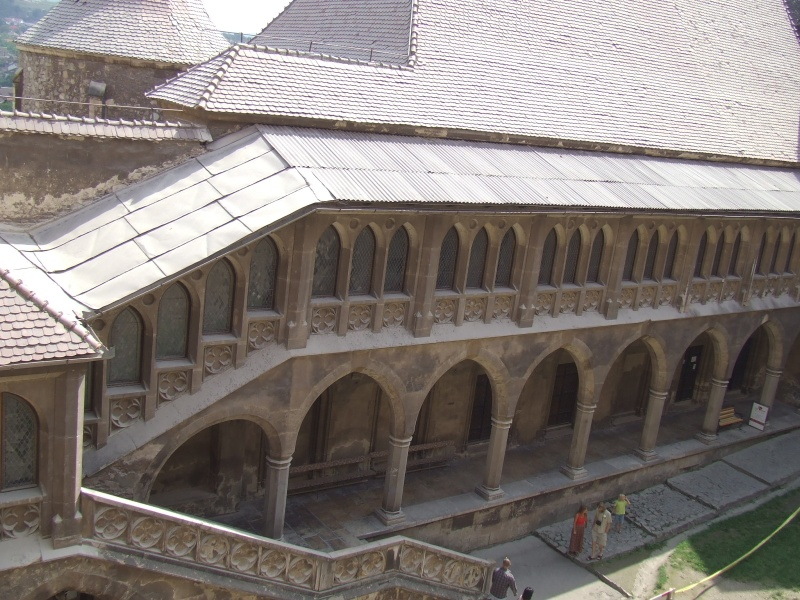
Loggia de Steindl
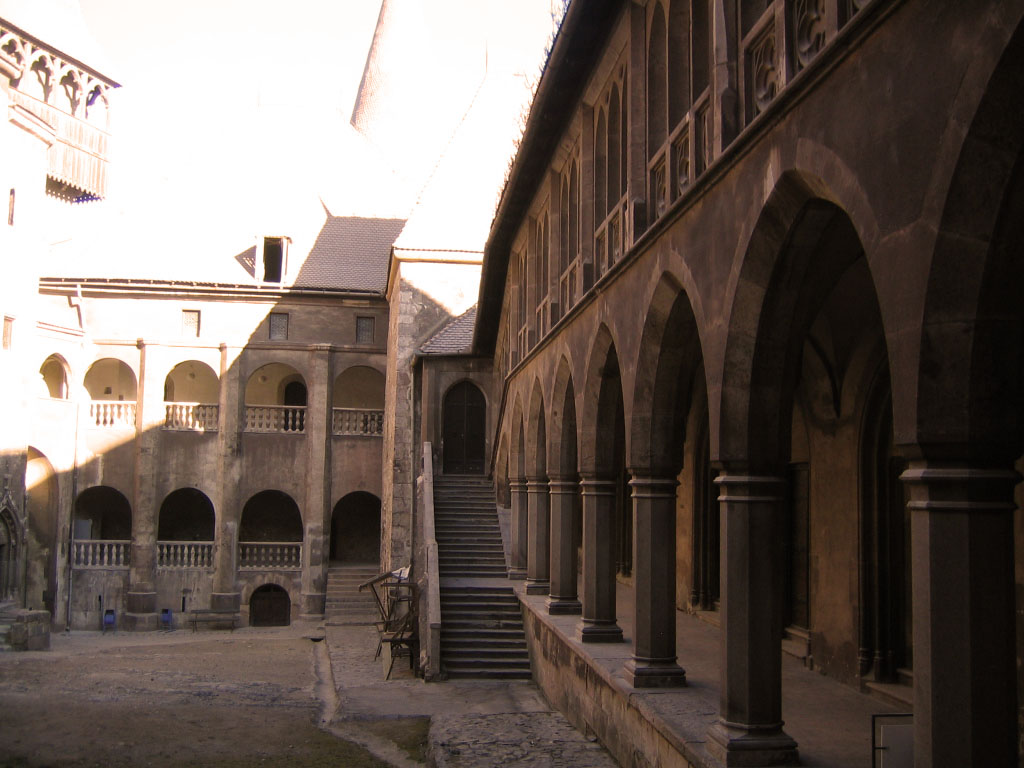
Loggia de Matías (a l'esquerra)